# Yuki Matsuoka
Yuki Matsuoka (松岡 由貴?, Matsuoka Yuki; Osaka, 13 settembre 1970) è un'attrice e doppiatrice giapponese.
Si è laureata all'università femminile di Otemae, a Nishinomiya. Lavora per la Production Baobab.

## Ruoli interpretati
Questo è un elenco dei ruoli interpretati dalla Matsuoka; i più importanti sono segnati in grassetto.

### Anime
1998
- Luna, Principessa Argentata (Shakachikku)

1999
- Ojamajo Doremi (Aiko Senoo (Sinfony))

2000
- Ojamajo Doremi# (Aiko Senoo)

2001
- Gira il mondo principessa stellare (Nene Toukichi)
- Jungle wa itsumo Hare nochi Guu (Mary)
- Hajime no Ippo (Kodomo)
- Mo~tto! Ojamajo Doremi (Aiko Senoo)

2002
- Azumanga daiō (Ayumu "Osaka" Kasuga)
- Atashin'chi (Aihara)
- Abenobashi (Arumi Asahina)
- Ojamajo Doremi Dokka~n! (Aiko Senoo)
- Get Backers (Otowa Madoka)
- Samurai Jack (Yousei)
- Hamtaro (Hitomi-chan)
- Puchi Puri*Yucie (Glenda)
- Detective Conan (Giovane donna)

2003
- Uchū no Stellvia (Arisa Glennorth)
- Galaxy Angel (Isabella)
- Scrapped Princess (Seness Lulu Giat)
- D.C. ~Da Capo~ (Mako Mizukoshi)
- .hack//Legend of the Twilight Bracelet (Mireille)
- Pokémon Advanced (Shinobu)
- Mermaid Melody Pichi Pichi Pitch (Eriru)
- Maburaho (Kuriko Kazetsubaki)

2004
- Elfen Lied (Nana)
- Onmyō Taisenki (Kanro no Komaki)
- Girls Bravo first season (Risa Fukuyama)
- Grenadier (Mikan Kurenai)
- Doraemon (Mai-chan)
- Bleach (Orihime Inoue, Ichigo Kurosaki da bambino)
- Mermaid Melody Pichi Pichi Pitch Pure (Eriru)
- Mahō Shōjo Lyrical Nanoha (Amy Limiette)
- Futari wa Pretty Cure (Sanae Yukishiro da bambina)

2005
- Akahori Gedou Hour Rabuge (Akumako 2)
- Girls Bravo second season (Risa Fukuyama)
- Il grande sogno di Maya (Yuki Egawa)
- Gokujō Seitokai (Rein Tsunomoto)
- Jigoku Shōjo (Chie Tanuma)
- D.C.S.S. 〜Da Capo Second Season〜 (Mako Mizukoshi)
- Doraemon (Roboko)
- Trinity Blood (Seth Nightroad)
- Beet the Vandel Buster (Roko)
- Mahō Shōjo Lyrical Nanoha A's (Amy Limiette)
- Negima (Evangeline A.K. McDowell)

2006
- Inukami! (Sendan)
- Ukkari Penelope (Lilly Rose)
- Otogi-Jūshi Akazukin (Lily)
- Galaxy Angel (Isabella)
- La malinconia di Haruhi Suzumiya (Tsuruya-san)
- Chocotto Sister (Miu Serizawa, Tamami Marumo)
- Negima!? (Evangeline A.K. McDowell)
- Hanbun no tsuki ga noboru sora (Miyuki Mizutani)
- MegaMan NT Warrior Beast (An Erekiteru)

2007
- Atashin'chi (Ten'in)
- Kyōshirō to Towa no Sora (Setsuna)
- D.Gray-man (Waitress (ep. 27))
- Nagasarete Airantō (Sakuya)
- Nanatsuiro Drops (Nona Yuuki)
- Lovely Complex (Mayu Kanzaki)

2008
- Amatsuki (Shinshu)
- Crayon Shin-chan (Meruru, Konbini Ten'in)
- Shigofumi (Kanaka)
- Zettai karen children (Bonney)
- Kakkentaiken daisuki! Shimajirou (Pontarou)
- Yattaman (2008) (Jouji Indoa)

2009
- Ikki Tōsen: Great Guardians (Saji Genpou)
- Princess Lover! (Yuu Fujikura)
- La malinconia di Haruhi Suzumiya (Tsuruya-san)
- Tegami bachi (Nero)

2010
- Ikki Tōsen: Xtreme Xecutor (Saji Genpou)
- Omamori Himari (Kuesu Jinguuji)
- Amagami SS (Kanae Itō)
- Fujoshi no Hinkaku (Takayo)

2018
- Senran Kagura Shinovi Master (Kagura)

### Film
- Appleseed (Hitomi)
- Azumanga daiō THE MOVIE (Ayumu "Osaka" Kasuga)
- Bleach: Memories of Nobody (Orihime Inoue)
- Bleach: The DiamondDust Rebellion (Orihime Inoue)
- Film di Crayon Shin-chan (Kyanpēngāru)
- HELLS ANGELS (Urufi)
- Inukami! The Movie: Tokumei Reiteki Sōsakan Karina Shirō! (Sendan)
- Ojamajo Doremi# - The Movie (Aiko Senoo)
- Mo~tto! Ojamajo Doremi - The Movie (Aiko Senoo)

### OAV
- Bleach: Memories in the Rain (Inoue Orihime)
- Jungle wa itsumo Hare nochi Guu Deluxe (Mari)
- Jungle wa itsumo Hare nochi Guu FINAL (Mari)
- Love Hina Again (Kuro)
- Majikaru musou tenshi tsuki sase!! Ryofuko-chan (Ryofuko)
- Negima!? Haru e Natsu (Evangeline A.K. McDowell)
- Negima! 〜 Shiroki tsubasa ALA ALBA 〜 (Evangeline A.K. McDowell)
- Ojamajo Doremi Na-i-sho (Aiko Senoo)
- Punta al Top 2! Diebuster (Serpentine Twin)
- Shima shima tora no Shimajirō (Benki)
- True Love Story Summer Days, and yet... (Kamiya Nayu)

### ONA
- Bakumatsu Kikansetsu Irohanihoheto (Kobako)
- Hiyoko no samurai Hiyozaemon (Hiyonoshin)
- Suzumiya Haruhi-chan no yūutsu (Tsuruya-san)
- Nyorōn Churuya-san (Churuya-san)
- Ojamajo Doremi gekijō (Aiko Senoo)

### Serie TV
- Karuma (Jimu no Imouto)
- Nido di vespe (News caster, Intabyū wo ukeru josei)
- Power Rangers: Lost Galaxy (Kendrix Morgan)
- Power Rangers: Lightspeed Rescue (Kendrix Morgan)
- Wrong Turn (Carly)

### Videogiochi
- Arcana Heart 3 (Scharlachrot)
- Azur Lane (KMS Odin)
- Cannon Spike (Cat Lady Beauty)
- Granblue Fantasy (Fenrir)
- Kandagawa Jet Girls (Kamui Kurenai)
- Klonoa Beach Volleyball (Heart Moo)
- Musashi: Samurai Legend (Istara)
- Never7 -the end of infinity- (Haruka Higuchi, Kurumi Morino)
- Project X Zone (Alisa Bosconovitch)
- Senran Kagura 2: Deep Crimson (Kagura)
- Senran Kagura: Estival Versus (Kagura)
- Senran Kagura: Peach Beach Splash (Kagura)
- Shinobi Master Senran Kagura: New Link (Kagura)
- Senran Kagura Burst Re:Newal (Kagura)
- Street Fighter X Tekken (Alisa Bosconovitch)
- Tekken 6 (Alisa Bosconovitch)
- Tekken Tag Tournament 2 (Alisa Bosconovitch)
- Tekken 7 (Alisa Bosconovitch)
- Tekken 8 (Alisa Bosconovitch)
- The King of Fighters: All Star (Alisa Bosconovitch)